# Athanasie Fănuță
Athanasie Fănuță (n. 3 septembrie 1843 – d. 7 martie 1899) a fost un jandarm român, fiu al lui Ștefan Fănuță (cunoscut sub pseudonimul de Zilot Românul) și al Nataliei Fănuță. 
La 26 aprilie 1861 intră sub arme, ca soldat. Avansând în grad rapid, pe 14 martie 1877 este ridicat la rangul de căpitan. În vremea Războiului de Independență este decorat cu ordinul „Steaua României” clasa a V-a, iar în 1882 va primi medalia „Coroana României”. Între 1880 și 1887 conduce „Divizionul de jandarmi București”. În această calitate va participa, pe 28 aprilie 1884 la reprimarea manifestației opoziției din Piața Teatrului. La 1 aprilie 1887 este înaintat în grad și ajunge maior. O a doua ciocnire între populație și jandarmii de sub comanda lui Fănuță a avut loc în 14-15 martie 1888. După căderea guvernului Brătianu, maiorul Fănuță a fost nevoit să se retragă din funcție și carieră, un an mai târziu fiind judecat pentru acțiunea sa din martie 1888. Este achitat de către Consiliul de Război. 
Fiind un meloman cunoscut, a luat în concesie Opera italiană din București. Pentru a putea face acest lucru și-a ipotecat o moșie în valoare de 225.000 lei, încheind contractul de concesiune în martie 1879, pe trei ani. Acest lucru nu era permis funcției sale, fapt care a dus la trecerea contractului pe numele cumnatului, col. (r) Teodor Coadă. În 1880 contractul i-a fost reziliat de către Direcția Teatrelor, fiindu-i confiscate și partituri, decoruri și costume proprietate personală. Nici relațiile cu orchestra și cântăreții nu au fost foarte bune. De cele mai multe ori încasările erau slabe și în plus se iviseră și conflicte personale. Athanasie Fănuță a intentat un proces Direcției Teatrelor în care cerea 60.000 lei despăgubire pentru bunurile oprite pe nedrept. Însă deși primise dreptate din partea instanței, Fănuță a fost pus în fața a două legi înaintate Camerei Deputaților de către regele Carol prin care erau deschise două credite extraordinare în valoare totală de 40.000 lei, spre stingerea procesului. Acestea au fost votate sub președinția lui G. Chițu.
Athanasie Fănuță s-a căsătorit cu Eliza la 17 mai 1873, împreună având o fiică, Elena. 
A decedat la 7 martie 1899, fiind înmormântat la cimitirul Bellu - militar.